# Felix Teichner (Archäologe)

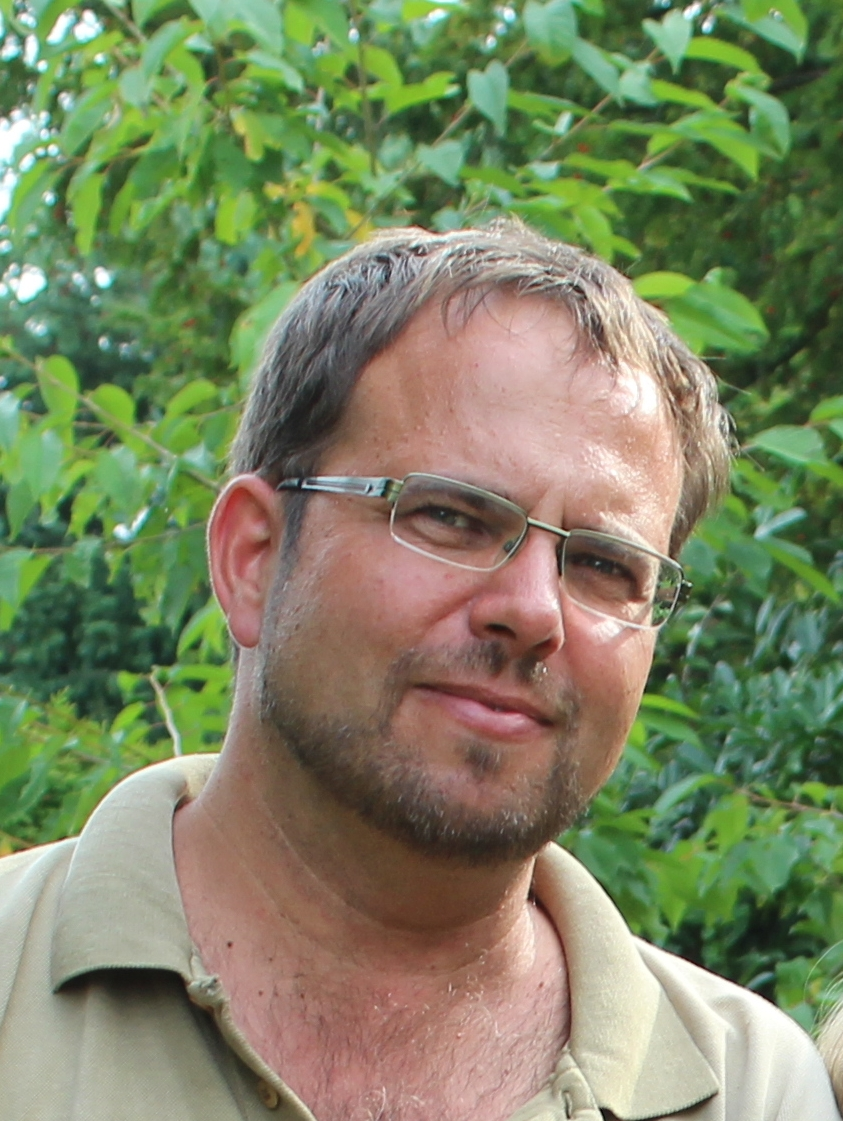
Felix Teichner (2018)

Felix Teichner (* 22. August 1966 in Herborn) ist ein deutscher Provinzialrömischer Archäologe und Frühgeschichtler.

## Studium und Lehre
Er studierte von 1985 bis 1990 an der Johann Wolfgang Goethe-Universität Frankfurt am Main und wurde dort – nach vorheriger Ausgrabungstätigkeit in Marktbreit und Stockstadt am Main – im Jahre 1992 promoviert. Seine Dissertation verfasste er zu dem Thema „Kahl am Main. Siedlung und Gräberfeld der Völkerwanderungszeit“; sie wurde mit dem Eduard-Anthes-Preis ausgezeichnet.
Bis 1996 war er mehrfach an der Außenstelle Madrid des Deutschen Archäologischen Instituts als wissenschaftliche Hilfskraft tätig, zwischenzeitlich bereiste er mit dem Reisestipendium des DAI den Mittelmeerraum.
Nach einem Aufenthalt an der Friedrich-Schiller-Universität Jena, wo er als Wissenschaftlicher Mitarbeiter im DFG-geförderten Projekt „Romanisierung“ der Römisch-Germanischen Kommission des Deutschen Archäologischen Instituts, als auch als Lehrstuhlassistent für Klassische Archäologie arbeitete, kehrte er 2001 nach Frankfurt als Wissenschaftlicher Mitarbeiter zurück. Im Jahr 2003 erhielt er das einjährige Kalkhof-Rose-Stipendium der Akademie der Wissenschaften und der Literatur in Mainz. 2004 weilte er als Gastdozent im „Centro para el Estudio de la Interdependencia Provincial en la Antigüedad Clássica – CEIPAC“ an der Universität Barcelona (finanziert von der Alexander-von-Humboldt-Stiftung durch das Feodor-Lynen-Stipendium). Nach der Habilitation in Frankfurt am Main war er seit 2006 als Privatdozent tätig. Im selben Jahr erhielt er aufgrund seiner Habilitationsschrift das Heisenberg-Stipendium der Deutschen Forschungsgemeinschaft (02/2006–04/2011) und unterrichtete seitdem an den Universitäten Frankfurt, Innsbruck und Sevilla. In den Jahren 2011–2013 lehrte Teichner als Vertretungsprofessor an der Ruprecht-Karls-Universität Heidelberg (Zentrum für Altertumswissenschaften). Zum Beginn des Sommersemesters 2013 wurde er zum Akademischen Rat, im November 2020 zum Akademischen Oberrat am Vorgeschichtlichen Seminar der Philipps-Universität Marburg ernannt, im Wintersemester 2015 folgte die Ernennung zum apl. Professor.
Zum 1. April 2025 wurde Felix Teichner auf den Lehrstuhl des Vorgeschichtlichen Seminars der Philipps-Universität Marburg berufen und leitet seitdem zugleich das dortige geoarchäologische Labor.

## Forschung
Felix Teichner arbeitet auf dem Gebiet der europäischen Archäologie, das Spektrum reicht geographisch von der Balkanhalbinsel über den nordalpinen Raum Mitteleuropas bis in den Süden der Iberischen Halbinsel und zeitlich von der frühen römischen Kaiserzeit bis in das Mittelalter hinein. Zu seinen Schwerpunkten gehören die Romanisierungsforschung, Geoarchäologie und Kontinuitätsfragen (Spätantike, Christentum, Islam). Teichner forschte unter anderem zu den römischen Anlagen in Milreu, Miróbriga/Santiago do Cacém, Abicada, Munigua, Mursella und den christlich/frühislamischen Gebäuden von Mértola. Außerdem arbeitete an dem DFG-Projekt „Kulturwandel am Beginn des 1. Jahrtausends in Westpannonien“ und Ulpiana (Kosovo) für die Römisch-Germanische Kommission in Kooperation mit dem Deutschen Archäologischen Institut.
Er ist wissenschaftlicher Beirat der Zeitschriften Romula (Revista del Seminario de Arqueología), SPAL (Revista de prehistoria y arqueología de la Universidad de Sevilla), der E-Zeitschrift REUDAR-European Journal of Roman Architecture und der Serie „Studies on the Rural World in the Roman Period“ sowie Korrespondierendes Mitglied des Deutschen Archäologischen Instituts (Berlin). Teichner ist Vorstandsmitglied des Fördervereins Kalsmunt e. V. in Wetzlar und Herausgeber der Kleinen Schriften aus dem Vorgeschichtlichen Seminar.

## Schriften
Monographien
- Kahl am Main. Siedlung und Gräberfeld der Völkerwanderungszeit (= Materialhefte zur Bayerischen Vorgeschichte. Band A 80). Michael Laßleben, Kallmünz 1999. ISBN 978-3-7847-5080-4 (online)
- mit Katharina E. Meyer und Carlos Basas: Mulva IV: Die Häuser (= Madrider Beiträge. Band 27). Philipp von Zabern, Mainz 2001, ISBN 3-8053-2718-8 (Teichners Beitrag online).
- Die germanische Siedlung Sülzdorf in Südthüringen (= Weimarer Monographien zur Ur- und Frühgeschichte. Band 40). Landesamt für Archäologie, Weimar 2005, ISBN 978-3-937517-15-5 (online).
- Zwischen Land und Meer – Entre tierra y mar. Studien zur Architektur und Wirtschaftsweise ländlicher Siedlungen im Süden der römischen Provinz Lusitanien (= Studia Lusitana. Band 3). Museo Nacional de Arte Romano, Mérida 2008 (online: Teil 1; Teil 2).
- Die Gräberfelder von Intercisa II. Die Altfunde der Museumssammlungen in Berlin, Mainz und Wien (= Bestandskataloge. Band 11). Museum für Vor- und Frühgeschichte SMPK, Berlin 2011 (online).
- als Herausgeber: Aktuelle Forschungen zur Provinzialrömischen Archäologie in Hispanien. Beiträge des DAAD-Kolloquiums im Mai 2015 in Sevilla (= Kleine Schriften aus dem Vorgeschichtlichen Seminar Marburg. Heft 61). Vorgeschichtliches Seminar der Philipps-Universität Marburg, Marburg 2016, ISBN 978-3-8185-0529-5.
- mit Theodor Hauschild: Der römische Tempel in Évora (Portugal). Ausgrabung, Beschreibung, Wertung. (= Madrider Beiträge. Band 38). Wiesbaden 2017.
- als Herausgeber: Mirobriga: eine Stadt im fernen Westen des Imperium Romanum (= Kleine Schriften aus dem Vorgeschichtlichen Seminar Marburg. Heft 62). Vorgeschichtliches Seminar der Philipps-Universität Marburg, Marburg 2018, ISBN 978-3-8185-0540-0.
- Mursella. Militärische Sicherung, kaiserliche Munizipalisierung und pannonische Persistenz (= Schriften aus dem Vorgeschichtlichen Seminar Marburg. Band 63). Vorgeschichtliches Seminar der Philipps-Universität Marburg, Marburg 2021 (online).

Kleine Druckschriften
- mit Rainer Atzbach: Archäologische Untersuchungen am Wetzlarer Domplatz – Stadtarchäologie in Wetzlar. Magistrat der Stadt Wetzlar, Wetzlar 1986 (online).
- mit Theodor Hauschild: Die römische Villa von Milreu (= Roteiros da Arqueologia Portuguesa. Band 9). Lissabon 2002 (online).

Auswahl an Zeitschriftenartikeln und Kongressbeiträgen
- Zur Chronologie des römischen Obernburg a. Main, Lkr. Miltenberg, Unterfranken. In: Bericht der bayerischen Bodendenkmalpflege 30/31, 1989/1990, S. 179–234 (online).
- Perlen des Glaubens. Die Gebetsschnur in Islam und Christentum. In: Uta von Freeden, Alfried Wieczoreck (Hrsg.): Perlen: Archäologie, Techniken, Analysen; Akten des Internationalen Perlensymposiums in Mannheim vom 11. bis 14. November 1994 (= Kolloquien für Vor- und Frühgeschichte. Band 1). Habelt, Bonn 1997, S. 325–338 (online).
- Trinkschale, Schale, Feldkessel. Mittelkaiserzeitliche Grabfunde aus dem Lahntal bei Wetzlar (Lahn-Dill-Kreis). In: Acta Prehistorica et Archaeologica. Band 30, 1998, S. 224–243 (online).
- Hausgrundrisse aus einer urnenfelderzeitlichen Siedlung von Kahl am Main (Unterfranken). In: Svend Hansen, Volker Pingel (Hrsg.): Archäologie in Hessen. Neue Funde und Befunde. Festschrift für Fritz-Rudolf Herrmann zum 65. Geb. (= Internationale Archäologie. Studia honoraria. Band 13). Marie Leidorf, Rahden/Westf. 2001, ISBN 3-89646-393-4, S. 83–89 (online).
- Die mittelalterliche und neuzeitliche Fundkeramik aus den Grabungen des Deutschen Archäologischen Institutes in Évora (Alentejo, Portugal). In: Madrider Mitteilungen. Nr. 47, 2006, ISBN 3-89500-533-9, S. 295–409. (online).
- Romanisierung und keltische Residenz? Die kleinen Städte im Nordwesten Hispaniens. In: Elisabeth Walde, Barbara Kainrath (Hrsg.): Die Selbstdarstellung der römischen Gesellschaft in den Provinzen im Spiegel der Steindenkmäler. Akten des IX. Internationales Kolloquium über Probleme des provinzialrömischen Kunstschaffens. Innsbruck 2005 (= IKARUS. Band 2). Innsbruck University Press, Innsbruck 2007, S. 202–216 (online).
- mit Lluís Pons Pirol: Roman Amphora Trade Across the Straits of Gibraltar. An Ancient „Anti-Economic Practice“? In: Oxford journal of archaeology. Band 27, 2008, S. 303–314 (online).
- „Nam primum tibi mater Hispania est, terris omnibus terra felicior“. Spätantike Großvillen und Residenzen auf der Iberischen Halbinsel. In: Gerda von Bülow, Heinrich Zabehlicky (Hrsg.): Bruckneudorf und Gamzigrad : spätantike Paläste und Großvillen im Donau-Balkan-Raum. Akten des Internationalen Kolloquiums in Bruckneudorf vom 15. bis 18. Oktober 2008 (= Kolloquien zur Vor- und Frühgeschichte. Band 15). Frankfurt 2011, S. 293–308 (online).
- mit Yolanda Pena Cervantes: Archäologisches zur Herstellung von Olivenöl und Wein im römischen Hispanien. Ein Forschungsbericht. In: Bonner Jahrbücher. Band 210/211, 2010/2011, S. 95–178 (online).
- From Aquileia to Carnuntum: Geographical Mobility Along the Amber Road. In: Veleia. Band 30, 2013, S. 45–70 (online).
- „Balkanarchäologie“. Spiegel der Zeitgeschichte? In: Gerda von Bülow (Hrsg.): Kontaktzone Balkan. Beiträge des Internationalen Kolloquiums „Die Donau-Balkan-Region als Kontaktzone zwischen Ost-West und Nord-Süd“ vom 16.–18. Mai 2012 in Frankfurt a. M. (= Kolloquium für Vor- und Frühgeschichte. Band 20). Habelt, Bonn 2015, S. 1–31 (online).
- mit Heike Schneider: Zur Nachhaltigkeit römischer Raumordnung in Pannonien am beispiel einer Siedlungskammer an Marcal und Raab. In: P. Scherrer, Ute Lohner-Urban, Johanna Kraschitzer: Der obere Donauraum 50 v. bis 50 n. Chr. (= Region im Umbruch. Band 10). Berlin 2015, S. 313–316 (online).
- Ulpiana – Iustiniana secunda (Kosovo). Das urbane Zentrum des dardanischen Bergbaubezirks. In: Ephemeris Napocensis. Band 25, 2015, S. 81–93 (online).
- Loci sepulcri in agro. La evidencia del Projecto VRB. In: Rafael Hidalgo Prieto (Hrsg.): Las villas romanas de la Bética. Volumen 1. Sevilla 2017, S. 551–574 (online).
- O establecimento portuário do Cerro da Villa (Vilamoura): de aglomerado romano a aldeia islâmica. In: Catálogo de exposição. Loulé – Território, Memória e Identidade. Museu Nacional de Arqueologia, Belem 2017.
- Roman Villas in the Iberia Peninsula (Second Century BC – Third Century BC). In: Guy P. R. Métraux, Annalisa Marzano (Hrsg.): The Roman Villa in the Mediterranean Basin. Cambridge 2018, ISBN 978-1-107-16431-4.